# Congrés de la República del Perú
El Congrés de la República del Perú o Congrés Nacional del Perú, és l'òrgan que assumeix el Poder Legislatiu en la República del Perú, ocupant una posició principal dins de l'Estat Peruà. És, des de 1995, un congrés unicameral puix que està conformat per una sola cambra legislativa de triats per districte múltiple (per cada departament d'acord amb la població electoral) per a un període de cinc anys, coincidint amb el període presidencial. L'actual congrés es va instal·lar el 26 de juliol del 2016 i exercirà funcions fins al 26 de juliol del 2021.